# 查爾維區
查爾維（英語：Cherwell），為英國英格蘭東南區域牛津郡的一個非都市區（地方第二級區政府），由班伯里（區議會所在地）、比斯特、基德靈頓（Kidlington）等城鎮或農莊構成。其中基德靈頓是全歐洲最大的村莊。
地理上，查爾維大部分地區為連綿起伏的丘陵地形，在西北和低窪的北部屬於科茨沃爾德的涵蓋區域。查爾維區的命名來源為境內的查爾河川，查爾河其中部分通過牛津大學，最後流入泰晤士河。

## 城鎮與村莊

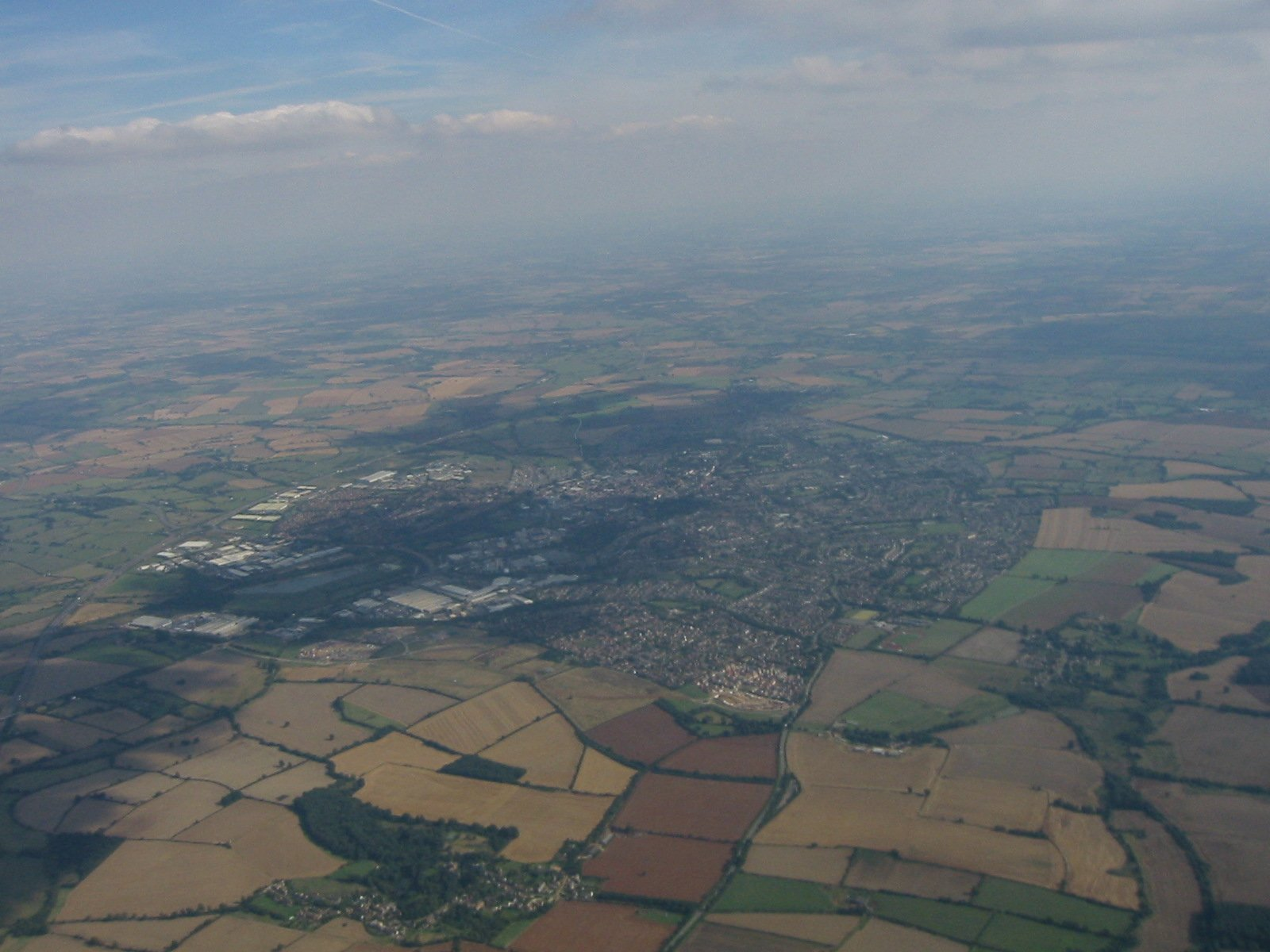
查爾維的行政中心--班伯里鎮全景，班伯里鎮有41,802的人口，也是牛津郡第一大鎮